# Friedland (Niedersachsen)
 For alternative betydninger, se Friedland. (Se også artikler, som begynder med Friedland)
Friedland er en by og kommune i det centrale Tyskland, beliggende under Landkreis Göttingen, i den sydlige del af delstaten Niedersachsen. Kommunen er beliggende ved floden Leine omkring 13 km syd for Göttingen, og administrationen ligger i landsbyen Groß Schneen.
Friedland Gemeinde blev dannet 1. Januar 1973 ved en sammenlægning af de daværende kommuner Ballenhausen, Deiderode, Elkershausen, Friedland, Groß Schneen, Klein Schneen, Lichtenhagen, Ludolfshagen, Mollenfelde, Niedergandern, Niedernjesa, Reckershausen, Reiffenhausen og Stockhausen.

## Friedland flygtningelejr
En flygningelejr blev oprettet i september 1945, og lå ved grænsen mellem de tre besættelseszoner (den britiske i Niedersachsen, den amerikanske i Hessen og den sovjetiske i Thüringen) samt ved den vigtige jernbanelinje mellem Hannover og Kassel. Den var modtagelejr (Grenzdurchgangslager) for de flygtede eller udviste tyske befolkningsgrupper i det sovjetbesatte Østeuropa efter 2. verdenskrig.